# Polymnia aspera
Polymnia aspera là một loài thực vật có hoa trong họ Cúc. Loài này được (Mart.) Mart. ex DC. miêu tả khoa học đầu tiên năm 1836.